# The Times of Israel
The Times of Israel (tên tiếng Việt: Thời báo Israel hay Thời báo I-xra-ren) là một tờ báo điện tử bằng tiếng Anh có trụ sở tại Israel và được ra mắt vào năm 2012. Nó được đồng sáng lập bởi biên tập viên David Horovitz và giám đốc quỹ đầu tư người Mỹ Seth Klarman. Cùng với trang web gốc tiếng Anh, The Times of Israel cũng xuất bản các ấn bản tiếng Ả Rập, tiếng Pháp và tiếng Ba Tư. Vào ngày 1 tháng 5 năm 2019, nó đã ra mắt trang tin tức tiếng Do Thái mang tên Zman Yisrael.
Vào tháng 2 năm 2014, hai năm sau khi ra mắt, The Times of Israel đã đạt được con số 2 triệu độc giả. Vào năm 2017, lượng độc giả đã tăng lên 3,5 triệu người dùng hàng tháng. Vào năm 2019, tờ báo này có trung bình hơn 5 triệu người dùng mỗi tháng và hơn 25 triệu lượt xem trang hàng tháng. Ngoài việc xuất bản các báo cáo và phân tích tin tức, trang web cũng có một nền tảng đăng tải các góc nhìn và blog từ nhiều tác giả.